# Freirachdorf
Freirachdorf là một đô thị thuộc một Verbandsgemeinde - ở huyện Westerwald trong bang Rheinland-Pfalz, Đức. Đô thị Freirachdorf có diện tích 4,28 km². Đô thị này thuộc Verbandsgemeinde Selters, một dạng đô thị tập thể chỉ có ở bang Rheinland-Pfalz.
Freirachdorf có cự ly 1 km from Herschbach và 7 km so với Selters (Westerwald). 
Năm 1190, Freirachdorf được đề cập lần đầu trong tài liệu. 